# أيو (حماة)
أيو قرية سورية في محافظة حماة. تقع غرب مدينة حماة. تقع قرية أيو إلى الجنوب من مدينة حماة وعلى بعد / 10 /كم من مركز المدينة وتبعد / 1 / كم عن طريق حماه – حمص. ويحدها من الشرق معرين ومن الغرب كفربهم ومن الشمال أراضي الخالدية ومن الجنوب بسيرين.
أيو كلمة أرامية تعني المياه المقدسة كما وردت في الحضارة السورية القديمة في دراسات (علي الشوك وشوقي خير الله) ثم اقتصر المعنى فيما بعد على الشيء المقدس وانتقلت هذه الكلمة إلى العربية واستعملت في تراتيل الكنيسة عند السريان والآشوريين وكانت مركزاً استراتجيا في السهول الوسطى السورية زمن مملكة ماري ولا يزال التل الأثري القائم جنوب القرية شاهداً على أهميتها.
جميع سكانها يعتنقون الدين المسيحي روم أرثوذكس، وتشتهر بزراعة أشجار الزيتون والكرمة ومحاصيل القمح والشعير والفول والكمون واليانسون والقطن والبصل، أهم الحيوانات التي يربيها أهل القرية: الأبقار والأغنام والدجاج.
يوجد فيها تل أثري وبعض القطع الحجرية الأثرية والمباني الأثرية القديمة. وتوجد كنيسة قديمة كان تستخدم كمدرسة للطلاب قبل بنـاء المدارس. أما بالنسبـة لتل أيـو فهو يعود للعهـد الروماني، حيث يمثل قلعة مبنية من الحجارة الكبيرة ومطمورة بالتراب ويحيط بالتل وادي يملئ بالماء ليشكل حماية له، وله مدخل من الناحيـة الشمالية الشرقية، ويوجد الكثير من هذه التلال الأثرية في سوريا، حيث كانت جميعها تتواصل عن طريق مشاعل مضيئـة، عدد المشاعـل ولون نارها يعبر عن نوع الرسالة (غزو – فرح -...) للتل الآخر، الذي بدوره يوصل الرسالـة للتل الذي بعده وهكذا بوقت قصير ينتشر الخبر في جميع البلاد.